# Nazionale maschile di calcio di Tahiti
La nazionale di calcio di Tahiti è la squadra di calcio nazionale della Polinesia Francese ed è controllata dalla Fédération Tahitienne de Football. In essa giocano calciatori provenienti da tutta la Polinesia Francese, non solo dall'isola di Tahiti.
Non ha mai partecipato a nessuna edizione della Coppa del Mondo, mentre a livello continentale ha vinto la Coppa delle nazioni oceaniane nel 2012, ottenendo il pass per la FIFA Confederations Cup 2013, conclusa al primo turno.
Occupa la 162ª posizione del ranking FIFA.

## Storia
Con la vittoria della Coppa delle Nazionali Oceaniane nel 2012 (finale vinta contro la Nuova Caledonia), Tahiti è diventata la più piccola nazione in termini di territorio e popolazione a vincere un torneo confederato ufficiale (in questo caso dell'OFC). Con questa vittoria, inoltre, la nazionale polinesiana ha avuto accesso per la prima volta alla terza fase delle Qualificazioni al campionato mondiale di calcio 2014, non riuscendo comunque ad arrivare ai play-off interzona.
All'esordio in Confederations Cup 2013, nonostante la pesante sconfitta per 6-1 rimediata contro la Nigeria, Tahiti segna uno storico gol, con Jonathan Tehau, che scatena la festa della squadra polinesiana, la quale comunque aveva già centrato un grande traguardo arrivando a partecipare alla competizione. Nella partita successiva viene però travolta per 10-0 dalla Spagna, che risulta la peggior sconfitta della squadra insieme a quella contro la Nuova Zelanda del 4 giugno 2004; all'ultima partita, subisce un'ulteriore pesantissima sconfitta per 8-0 contro l'Uruguay. Subisce in tutto 24 gol in 3 partite, di cui due poker e due triplette.
Successivamente prende parte alla Coppa delle nazioni oceaniane 2016, venendo comunque eliminato al primo turno.
Alla Coppa delle nazioni oceaniane 2024 dopo aver perso in semifinale contro il Vanuatu, si classifica al terzo posto.

## Statistiche dettagliate sui tornei internazionali

### Mondiali
| Anno | Luogo                          | Piazzamento      | V | N | P | Gol |
| ---- | ------------------------------ | ---------------- | - | - | - | --- |
| 1930 | Uruguay                        | Non partecipante | - | - | - | -   |
| 1934 | Italia                         | Non partecipante | - | - | - | -   |
| 1938 | Francia                        | Non partecipante | - | - | - | -   |
| 1950 | Brasile                        | Non partecipante | - | - | - | -   |
| 1954 | Svizzera                       | Non partecipante | - | - | - | -   |
| 1958 | Svezia                         | Non partecipante | - | - | - | -   |
| 1962 | Cile                           | Non partecipante | - | - | - | -   |
| 1966 | Inghilterra                    | Non partecipante | - | - | - | -   |
| 1970 | Messico                        | Non partecipante | - | - | - | -   |
| 1974 | Germania Ovest                 | Non partecipante | - | - | - | -   |
| 1978 | Argentina                      | Non partecipante | - | - | - | -   |
| 1982 | Spagna                         | Non partecipante | - | - | - | -   |
| 1986 | Messico                        | Non partecipante | - | - | - | -   |
| 1990 | Italia                         | Non partecipante | - | - | - | -   |
| 1994 | Stati Uniti                    | Non qualificata  | - | - | - | -   |
| 1998 | Francia                        | Non qualificata  | - | - | - | -   |
| 2018 | Russia                         | Non qualificata  | - | - | - | -   |
| 2022 | Qatar                          | Non qualificata  | - | - | - | -   |
| 2026 | Canada / Stati Uniti / Messico | Non qualificata  | - | - | - | -   |

### Coppa delle nazioni oceaniane
| Anno | Luogo                  | Piazzamento      | V | N | P | Gol  |
| ---- | ---------------------- | ---------------- | - | - | - | ---- |
| 1973 | Nuova Zelanda          | Secondo posto    | 2 | 2 | 0 | 8:2  |
| 1980 | Nuova Caledonia        | Secondo posto    | 3 | 0 | 1 | 23:9 |
| 1996 | nessun Paese ospitante | Secondo posto    | 2 | 0 | 2 | 3:12 |
| 1998 | Australia              | Quarto posto     | 1 | 0 | 3 | 8:10 |
| 2000 | Polinesia francese     | Primo turno      | 0 | 0 | 2 | 2:5  |
| 2002 | Nuova Zelanda          | Terzo posto      | 3 | 0 | 2 | 8:9  |
| 2004 | Australia              | Primo turno      | 1 | 1 | 3 | 2:24 |
| 2008 | nessun Paese ospitante | Non partecipante | - | - | - | -:-  |
| 2012 | Isole Salomone         | Campione         | 5 | 0 | 0 | 20:5 |
| 2016 | Papua Nuova Guinea     | Primo turno      | 1 | 2 | 0 | 7:3  |
| 2024 | Figi / Vanuatu         | Terzo posto      | 2 | 1 | 2 | 6:8  |

### Confederations Cup
| Anno | Luogo                    | Piazzamento     | V | N | P | Gol  |
| ---- | ------------------------ | --------------- | - | - | - | ---- |
| 1992 | Arabia Saudita           | Non invitata    | - | - | - | -    |
| 1995 | Arabia Saudita           | Non invitata    | - | - | - | -    |
| 1997 | Arabia Saudita           | Non qualificata | - | - | - | -    |
| 1999 | Messico                  | Non qualificata | - | - | - | -    |
| 2001 | Corea del Sud / Giappone | Non qualificata | - | - | - | -    |
| 2003 | Francia                  | Non qualificata | - | - | - | -    |
| 2005 | Germania                 | Non qualificata | - | - | - | -    |
| 2009 | Sudafrica                | Non qualificata | - | - | - | -    |
| 2013 | Brasile                  | Primo turno     | 0 | 0 | 3 | 1:24 |
| 2017 | Russia                   | Non qualificata | - | - | - | -    |

## Palmarès
- Coppa d'Oceania: 1

2012

## Rosa attuale
Lista dei convocati per le partite della Coppa delle nazioni oceaniane 2024 contro Samoa, Papua Nuova Guinea e Figi del 16, 19 e 22 giugno 2024.
| 16 | P | Teave Teamotuaitau | 17 aprile 1992    | 14 | 0  | Tefana                   |  |  |
| 23 | P | François Decoret   | 17 maggio 1994    | 2  | 0  | Pirae                    |  |  |
| 1  | P | Tevaearai Tamatai  | 15 gennaio 2001   | 1  | 0  | Vénus Mahina             |  |  |
|    |   |                    |                   |    |    |                          |  |  |
| 3  | D | Matatia Paama      | 3 ottobre 1992    | 15 | 1  | Pirae                    |  |  |
| 7  | D | Kevin Barbe        | 2 settembre 1997  | 10 | 1  | Vénus Mahina             |  |  |
| 20 | D | Taumihau Tiatia    | 25 luglio 1991    | 7  | 0  | Pirae                    |  |  |
| 12 | D | Mauri Heitaa       | 31 luglio 1999    | 4  | 0  | Vénus Mahina             |  |  |
| 17 | D | Téva Lossec        | 3 dicembre 2002   | 4  | 1  | Campbell Fighting Camels |  |  |
| 5  | D | Rainui Aroita      | 25 gennaio 1994   | 2  | 0  | Tamarii                  |  |  |
| 2  | D | Pothin Poma        | 13 febbraio 1997  | 0  | 0  | Vénus Mahina             |  |  |
| 4  | D | Haumau Tanetoa     | 18 novembre 2004  | 0  | 0  | Pirae                    |  |  |
|    |   |                    |                   |    |    |                          |  |  |
|    | C | Alvin Tehau        | 10 aprile 1989    | 24 | 9  | A.S. Pirae (Capitano)    |  |  |
| 9  | C | Tauhiti Keck       | 1º agosto 1994    | 13 | 6  | Vénus Mahina             |  |  |
| 13 | C | Frank Papaura      | 6 aprile 2005     | 5  | 0  | Pueu                     |  |  |
| 6  | C | Terai Bremond      | 16 maggio 2001    | 4  | 0  | Vénus Mahina             |  |  |
| 18 | C | Manuarii Shan      | 23 febbraio 2004  | 4  | 0  | Vénus Mahina             |  |  |
|    |   |                    |                   |    |    |                          |  |  |
| 10 | A | Teaonui Tehau      | 1º settembre 1992 | 38 | 27 | Vénus Mahina             |  |  |
| 8  | A | Eddy Kaspard       | 27 maggio 2001    | 8  | 3  | Tefana                   |  |  |
| 21 | A | Matéo Degrumelle   | 22 agosto 2003    | 4  | 1  | Le Havre                 |  |  |
| 19 | A | Ariiura Labaste    | 26 luglio 2002    | 0  | 0  | A.S. Pirae               |  |  |
|    | A | Shawn Tinirauarii  | 14 marzo 1997     | 7  | 5  | A.S. Dragon              |  |  |

## Tutte le rose

### Coppa d'Oceania
Coppa d'Oceania 19731 Aumeran, 2 Bennett, 3 Burns, 4 Carrara, 5 Chavez, 6 de Marigny, 7 Etaeta, 8 Kautai, 9 Lai San, 10 Malinowski, 11 Mottet, 12 Ng Fok, 13 Piehi, 14 Riritua, 15 Taaroamea, 16 Temaiana, 17 Temarii, 18 Tumahai, CT: Vernaudon
Coppa d'Oceania 1996P Burgess, P Fassain, P Heinis, D Erolas, D Er. Etaeta, D Fenuati, D Laison, D Ludivion, D Tapi, D Thunot, C Ed. Etaeta, C Labaste, C Raumati, C Tahitotera, C Temarii, C Teuira, C Stephane Tuairau (1975), C Wong, A Appriou, A Auraa, A Bennett, A Gatien, A Rousseau, A Salem, A Stephane Tuairau (1950), A Vaiho, A Zaheran, CT: Mottini
Coppa d'Oceania 1998P Jacquemet, P Tapeta, D Etaeta, D Fatupua-Lecaill, D Faura, D Michelena, D Paama, D Taiarui, C Beramelli, C Boene, C Garcia, C Raumati, C J.L. Rousseau, C Zaveroni, A Amaru, A Gatien, A Labaste, A Quennet, CT: A. Rousseau ed E. Rousseau
Coppa d'Oceania 20001 Tahutini, 2 Fatupua-Lecaill, 3 Atger, 4 Paama, 5 Boene, 6 Tauihara, 7 Garcia, 8 Zaveroni, 9 Tagawa, 10 Amaru, 11 Bennett, 12 Maurirere, 13 Auraa, 14 Tetuanui, 15 Tinorua, 16 Tchen, 17 Sénéchal, 18 Niuhiti, 19 Tien Wah, 20 Tapeta, 21 Qaeze, 22 Rousseau, 23 Beramelli, CT: Gardikiotis
Coppa d'Oceania 20022 Fatupua-Lecaill, 3 Kautai, 4 Maurirere, 5 Booene, 6 Auraa, 7 Garcia, 8 Zaveroni, 9 Tagawa, 10 Sénéchal, 11 N. Bennett, 12 Tong Sang, 13 Terevarua, 14 Guyon, 15 Marmouyet, 16 Tapeta, 17 Tchen, 18 R. Bennett, 19 Wajoka, 20 Samin, CT: Jacquemet
Coppa d'Oceania 20041 Wajoka, 2 Tchen, 3 Kugogne, 4 I. Kautai, 5 Li Waut, 6 Tong Sang, 7 Garcia, 8 Mataitai, 9 G. Wajoka, 10 Temataua, 11 Neuffer, 12 Teuria, 13 Simon, 14 Moretta, 15 Marmouyet, 16 Tagawa, 17 Labaste, 18 Pitoeff, 19 Tapeta, 20 Samin, CT: G. Kautai
Coppa d'Oceania 20121 Roche, 2 A. Tehau, 3 Wagemann, 4 Ludivion, 6 L. Tehau, 7 Caroine, 8 Tchen, 9 T. Tehau, 10 Vallar, 11 Porlier, 12 Poroiae, 13 Chong Hue, 14 Degage, 15 Bourebare, 16 Kohumoetini, 17 J. Tehau, 18 Lemaire, 19 Simon, 21 Samin, CT: Etaeta
Coppa d'Oceania 20161 Roche, 2 Tiatia, 4 Aitamai, 5 Aroita, 6 Caroine, 7 Tinorua, 8 Lucas, 9 Keck, 10 T. Tehau, 11 Warren, 12 Tehina, 13 Chong Hue, 14 Paama, 15 Bourebare, 16 Tetuanui, 17 Tetauira, 18 Faehau, 19 Simon, 20 A. Tehau, 21 Tissot, 22 Vallar, CT: Graugnard

### Confederations Cup
FIFA Confederations Cup 20131 Roche, 2 A. Tehau, 3 Vahirua, 4 Ludivion, 5 Wagemann, 6 Caroine, 7 Bourebare, 8 Faatiarau, 9 T. Tehau, 10 Vallar, 11 Atani, 12 Lemaire, 13 Chong Hue, 14 Aroita, 15 L. Tehau, 16 Aitamai, 17 J. Tehau, 18 Tihoni, 19 Simon, 20 Vero, 21 Hnanyine, 22 Meriel, 23 Samin, CT: Etaeta